# Reichard Piroska
Reichard Piroska (Beregszász, 1884. szeptember 26. – Budapest, 1943. január 1.) költő, műfordító, kritikus.

## Élete
Beregszászban született 1884. szeptember 26-án, zsidó családban. Szülei Reichard Márk gyártulajdonos és Friedmann Ernesztina voltak. Miskolcon érettségizett. Egy budapesti egyetemen szerzett középiskolai tanári oklevelet és filozófiából doktori diplomát, majd leánygimnáziumi tanár lett.
A Nyugatban jelentek meg első versei. Tanulmányain, elbeszélésein kívül angol műfordításaival is nevet szerzett. A fasizmus üldöztetései elől öngyilkosságba menekült.

## Munkássága
Nietzsche, Edgar Allan Poe és mások munkáiból fordított, tanulmányokat, novellákat és meséket is írt. 1908-tól a Nyugat rendszeres munkatársa volt, a Nyugat számára Osvát Ernő fedezte fel mint írót. Első versei Kaffka Margittal a Heten vagyunk című antológiában szerepeltek (Miskolc, 1909). 1909-ben írt doktori értekezése: Telamon históriája, a British Museumban fellelt szöveg kiadása, jegyzetekkel.
A Nyugat megszűnéséig, 1941-ig 80 írása jelent meg a lapban: versek, kritikák, tanulmányok, elbeszélések, műfordítások.
A folyóiratban megjelent utolsó verse a Furulyácskám (1940), a megszűnés évében még egy novellával jelentkezett Napok, napok címmel (1941).
Verseinek fő témája a magány. A halk szavú lírában megtestesülő érzékeny női lélek nem sokáig bírta azt a megaláztatást, melyet a zsidóság jogfosztottságát megalapozó törvények, rendeletek megjelenése jelentett. 1943. január elsején öngyilkos lett. Mivel a Nyugat 1941-ben megszűnt, a Magyar Csillagban búcsúzott Elek Artúr Reichard Piroskától. Másfél évvel később, a német bevonuláskor ő is az önkéntes halált választotta.
Reichard Piroska munkásságát 1932-ben Baumgarten-díj jutalmával ismerték el. Verseiből kötet 1945 után nem készült, nem jelent meg. A közkönyvtárakban nem találhatók. (A költőnőkről összeállított antológiában néhány fellelhető.)

## Személye, jelleme
Verseiben: a magányos női sors kap hangot.
Témái: a diákélet, a szerelem, a természet, a lemondás.
Az elégiás hangvételt időnként felváltja a reménység, a bizakodás egy jobb élet, sors iránt.
Ez utóbbiról Elek Artúr írt kritikát a Nyugatba:
„Az a Reichard Piroska, aki az új verseket írta, mindebben alig különbözik a régitől. Jellemző tulajdonságaiban azonos vele. Csak mondanivalójában gazdagabb, hangjában változatosabb, művészetében tudatosabb. Minden lírai költés főelemei: a vágyódás, a reménykedés, a teljesülés, az emlékezés érzései közül, immár nemcsak az első adja költeményeinek tartalmát. Az elégiás hang meg-megenyhül, olykor szinte meg-megvidámodik. Mintha legutóbbi kötete óta szebbnek tetszenék neki a világ és kívánatosabbnak az élet. Alaphangja még mindig az érzelmesség, de a képzelettől megszínesített és reflexiókkal elmélyített érzelmesség.”

## Fontosabb művei
- Telamon históriája (doktori értekezés, 1909)
- Az életen kívül (versek, Budapest, 1911) – önálló kötet
- Őszi üdvözlet (versek, Budapest, 1922) – önálló kötet
- A változó napokkal (versek, Budapest, 1936) – önálló kötet.
- A Szentírás Babits Mihály költeményeiben; Franklin Ny., Budapest, 1943
- Telamon históriája; szerk., előszó Eszenyi Miklós; Magyar Kulturális, Közösségi és Turisztikai Egyesület, Miskolc, 2016

### Művei az interneten
- Reinchard Piroska: A felszín - Novella[halott link]
- Reichard Piroska: Babits angol irodalmi tanulmányai
- Reichard Piroska: The good earth / Pearl S. Buck kínai regénye
- Reichard Piroska idézetek - Citatum[halott link]
- Reichard Piroska versek
- Reichard Piroskai versei
- Reichard Piroska: Osváth Ernő jegyzetei